# 사랑 (항공)
사랑(산스크리트어: सारंग- 공작새, 영어: Sarang)은 인도 공군의 헬리콥터 곡예 비행단 팀이다. 4대의 개조된 HAL 드룹 헬리콥터를 조종하는 인도 공군의 헬리콥터 항공 전시팀이다. 이 팀은 2003년 10월에 결성되었으며 2004년 싱가포르에서 열린 아시아 항공우주 쇼에서 첫 공연을 펼쳤다. 사랑이라는 이름은 인도의 국조 공작을 의미하므로 상징적이다. 이 부대는 2005년에 제151 헬리콥터 부대로 편성되었으며, 2009년에 방갈로르의 옐라한카 AFS에서 코임바토르의 술루르 AFS로 이전되었다.

## 사고
2007년 2월, 팀은 에어로 인디아 이전 리허설 중 드루브가 옐라한카 공군기지에서 추락하면서 치명적인 첫 번째 사고를 겪었다. 부조종사 편대장 프리예시 샤르마(Priyesh Sharma)는 즉사했고, 조종사 비카스 자이틀리(Vikas Jaitley) 사령관은 심각한 머리 부상을 입었다.

## 사진

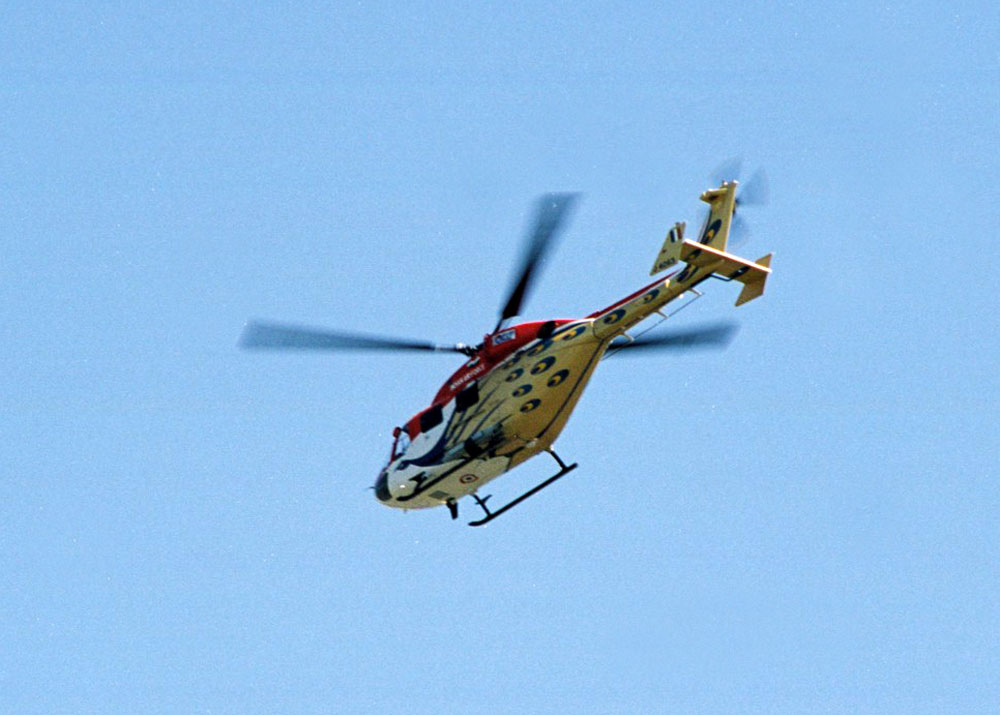
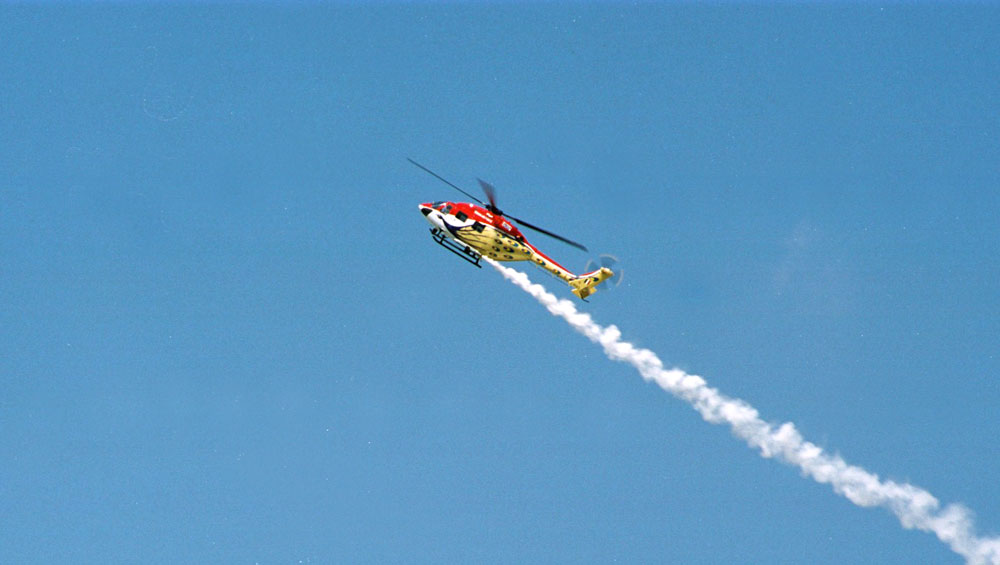